# NGC 27
NGC 27 је спирална галаксија у сазвежђу Андромеда која се налази на NGC листи објеката дубоког неба.
Деклинација објекта је + 28° 59' 49" а ректасцензија 0h 10m 32,7s. Привидна величина (магнитуда) објекта NGC 27 износи 13,7 а фотографска магнитуда 14,5. Налази се на удаљености од 90,443 милиона парсека од Сунца. NGC 27 је још познат и под ознакама UGC 96, MCG 5-1-44, CGCG 499-63, KCPG 3B, IRAS 00079+2843, PGC 742.